# Мелле ван Ґемерден
Мелле ван Ґемерден (нід. Melle van Gemerden; нар. 9 травня 1979) — колишній нідерландський тенісист.
Найвищу одиночну позицію світового рейтингу — 100 місце досяг 12 червня 2006, парну — 178 місце — 4 квітня 2005 року.
Найвищим досягненням на турнірах Великого шолома було 2 коло в одиночному розряді.
Завершив кар'єру 2014 року.

## Фінали ATP Челленджер і ITF Ф'ючерс

### Одиночний розряд: 9 (4–5)
| Легенда (одиночний розряд)  |
| --------------------------- |
| Тур ATP Челленджер (1–2)    |
| ITF World Tennis Tour (3–3) |

| Фінали за покриттям |
| ------------------- |
| Тверде (0–0)        |
| Ґрунт (4–5)         |
| Трава (0–0)         |
| Килим (0–0)         |

| Результат | В-П | Дата     | Турнір                             | Рівень     | Покриття | Суперник           | Рахунок       |
| --------- | --- | -------- | ---------------------------------- | ---------- | -------- | ------------------ | ------------- |
| Перемога  | 1–0 | Чер 2000 | Німеччина F6, Філлінген-Швеннінген | Ф'ючерс    | Ґрунт    | Микола Давиденко   | 6–1, 7–6(7–5) |
| Перемога  | 2–0 | Чер 2000 | Німеччина F7, Трір                 | Ф'ючерс    | Ґрунт    | Микола Давиденко   | 4–6, 6–4, 6–3 |
| Поразка   | 2–1 | Тра 2004 | Німеччина F5, Есслінген-на-Некарі  | Ф'ючерс    | Ґрунт    | Тобіас Заммерер    | 5–7, 6–7(5–7) |
| Поразка   | 2–2 | Тра 2004 | Угорщина F2, Годмезевашаргей       | Ф'ючерс    | Ґрунт    | Корнель Бардоцький | 5–7, 3–6      |
| Перемога  | 3–2 | Лип 2004 | Нідерланди F2, Гергюговард         | Ф'ючерс    | Ґрунт    | Фред Геммес мол.   | 6–3, 6-3      |
| Поразка   | 3–3 | Вер 2004 | Тегеран, Іран                      | Челленджер | Ґрунт    | Маріано Пуерта     | 3–6, 4–6      |
| Перемога  | 4–3 | Лип 2005 | Схевенінген, Нідерланди            | Челленджер | Ґрунт    | Крістоф Вліген     | 6–4, 6-3      |
| Поразка   | 4–4 | Сер 2005 | Манербіо, Італія                   | Челленджер | Ґрунт    | Олівер Марах       | 3–6, 2–6      |
| Поразка   | 4–5 | Чер 2008 | Нідерланди F2, Алкмар              | Ф'ючерс    | Ґрунт    | Тіємо де Баккер    | 6–4, 1–6, 2–6 |

### Парний розряд: 17 (6–11)
| Легенда (одиночний розряд)  |
| --------------------------- |
| Тур ATP Челленджер (3–4)    |
| ITF World Tennis Tour (3–7) |

| Фінали за покриттям |
| ------------------- |
| Тверде (0–5)        |
| Ґрунт (6–6)         |
| Трава (0–0)         |
| Килим (0–0)         |

| Результат | В-П  | Дата     | Турнір                                           | Рівень     | Покриття | Партнер             | Суперники                                  | Рахунок             |
| --------- | ---- | -------- | ------------------------------------------------ | ---------- | -------- | ------------------- | ------------------------------------------ | ------------------- |
| Поразка   | 0–1  | Жов 1998 | Франція F10, Сен-Дізьє                           | Ф'ючерс    | Тверде   | Ґордон Берґраф      | Павел Курднач Радім Житко                  | 4–6, 4–6            |
| Перемога  | 1–1  | Тра 1999 | Німеччина F4, Філлінген-Швеннінген               | Ф'ючерс    | Ґрунт    | Мартейн Белґравер   | Патрік Зоммер Рене Нікліш                  | 7–5, 6–2            |
| Поразка   | 1–2  | Тра 2000 | Німеччина F2, Есслінген-на-Некарі                | Ф'ючерс    | Ґрунт    | Юган Сеттерґрен     | Алі Хамадех Їчам Заатіні                   | 4–6, 1–6            |
| Поразка   | 1–3  | Чер 2000 | Німеччина F6, Філлінген-Швеннінген               | Ф'ючерс    | Ґрунт    | Юган Сеттерґрен     | Кріс Ґоссенс Йонуц Молдован                | 6–7(6–8), 3–6       |
| Поразка   | 1–4  | Жов 2000 | Франція F23, Ла-Рош-сюр-Іон                      | Ф'ючерс    | Тверде   | Юган Сеттерґрен     | Мартін Громець Вім Нефс                    | 3–6, 6–1, 6–7(8–10) |
| Перемога  | 2–4  | Чер 2001 | Німеччина F4, Філлінген-Швеннінген               | Ф'ючерс    | Ґрунт    | Юган Сеттерґрен     | Франк Мозер Бернард Парун                  | 6–4, 6–4            |
| Поразка   | 2–5  | Бер 2002 | Нова Зеландія F1, Бленім                         | Ф'ючерс    | Тверде   | Фредрік Лувен       | Ешлі Форд Девід Макнамара                  | 1–6, 7–5, 4–6       |
| Поразка   | 2–6  | Вер 2002 | Нідерланди F2, Алфен-ан-ден-Рейн (муніципалітет) | Ф'ючерс    | Ґрунт    | Мелвін оп дер Гейде | О. Ернандес-Перес Ґуставо Маркассіо        | 2–6, 3–6            |
| Перемога  | 3–6  | Жов 2003 | Греція F3, Афіни                                 | Ф'ючерс    | Ґрунт    | Крістіан Ґрюнес     | Теодорос Ангелінос Константінос Ікономідіс | 4–6, 6–3, 7–6(7–1)  |
| Поразка   | 3–7  | Тра 2004 | Угорщина F2, Годмезевашаргей                     | Ф'ючерс    | Ґрунт    | Жольт Татар         | Корнель Бардоцький Габр'єл Морару          | 5–7, 7–6(7–3), 3–6  |
| Перемога  | 4–7  | Лип 2004 | Гілверсум, Нідерланди                            | Челленджер | Ґрунт    | Фред Геммес мол.    | Аттіла Шавольт Габріель Тріфу              | 7–6(7–3), 7–6(7–3)  |
| Перемога  | 5–7  | Сер 2004 | Самарканд, Узбекистан                            | Челленджер | Ґрунт    | Жан-Франсуа Башло   | Себастьян Фіц Флорін Мерджа                | 6–2, 3–6, 6–1       |
| Поразка   | 5–8  | Сер 2004 | Бухара, Узбекистан                               | Челленджер | Тверде   | Паул Лоґтенс        | Міхал Мертиняк Павел Шнобел                | 4–6, 2–6            |
| Поразка   | 5–9  | Жов 2004 | Болтон, Велика Британія                          | Челленджер | Тверде   | Петер Весселс       | Джефф Кутзе Джим Томас                     | 5–7, 3–6            |
| Перемога  | 6–9  | Сер 2005 | Манербіо, Італія                                 | Челленджер | Ґрунт    | Петер Весселс       | Олівер Марах Даніель Коллерер              | 6–3, 6–4            |
| Поразка   | 6–10 | Чер 2008 | Алессандрія, Італія                              | Челленджер | Ґрунт    | Матве Мідделкоп     | Флавіо Чіполла Сімоне Ваньйоцці            | 6–3, 1–6, [4–10]    |
| Поразка   | 6–11 | Лип 2008 | Схевенінген, Нідерланди                          | Челленджер | Ґрунт    | Матве Мідделкоп     | Раміз Джунейд Філіпп Маркс                 | 7–5, 2–6, [6–10]    |